# 法務部矯正署臺南第二監獄
法務部矯正署臺南第二監獄是設於臺南市六甲區的監獄，隸屬法務部矯正署。前身為1962年至2014年間的中華民國國防部臺南軍事監獄；2014年由法務部矯正署臺南監獄接管；2015年7月16日改為現制。

## 歷史
前身為位於臺東縣的「國防部泰源感訓監獄」，1962年成立。1973年改名為「國防部泰源軍事監獄」。1970年2月8日，獄中爆發泰源事件，事後多人被判死刑及無期徒刑。
1974年遷至臺南市北區實踐街，更名為「國防部臺南軍事監獄」 （簡稱臺南軍監，別名日新山莊），1980年再遷至臺南縣六甲鄉曾文街（今址，故又稱六甲軍監）。
2005年11月1日中華民國國軍「精進案」，國防部新店軍事監獄（今法務部矯正署新店戒治所）裁撤後，其業務轉移至臺南軍監執行，至此國防部臺南軍事監獄成為中華民國唯一的軍事監獄。
2013年8月15日《軍事審判法》修正後，開始進行裁撤機關前的作業，扣除保外就醫、司法機關借提/借執行者，第一階段移監人數為240人，另3人屬第二階段移監。2014年初，執行完第二階段移監後，國防部最後一個軍事監獄正式走入歷史；改由法務部矯正署臺南監獄接管。2015年7月16日，改制為「法務部矯正署臺南第二監獄」。

## 組織
- 典獄長
  - 副典獄長
    - 秘書

行政單位
- 調查分類科
- 教化科
- 作業科
- 衛生科
- 戒護科
- 總務科
- 人事室
- 政風室
- 會計室

委員會
- 監務委員會
- 累進處遇審查委員會
- 假釋審查委員會
- 考績委員會
- 人事甄審委員會
- 調查分類指導委員會
- 教化指導委員會
- 作業指導委員會
- 衛生指導委員會

## 外部連結
- 法務部矯正署臺南第二監獄（繁體中文） （页面存档备份，存于）